# Reza Safinia (Diplomat)

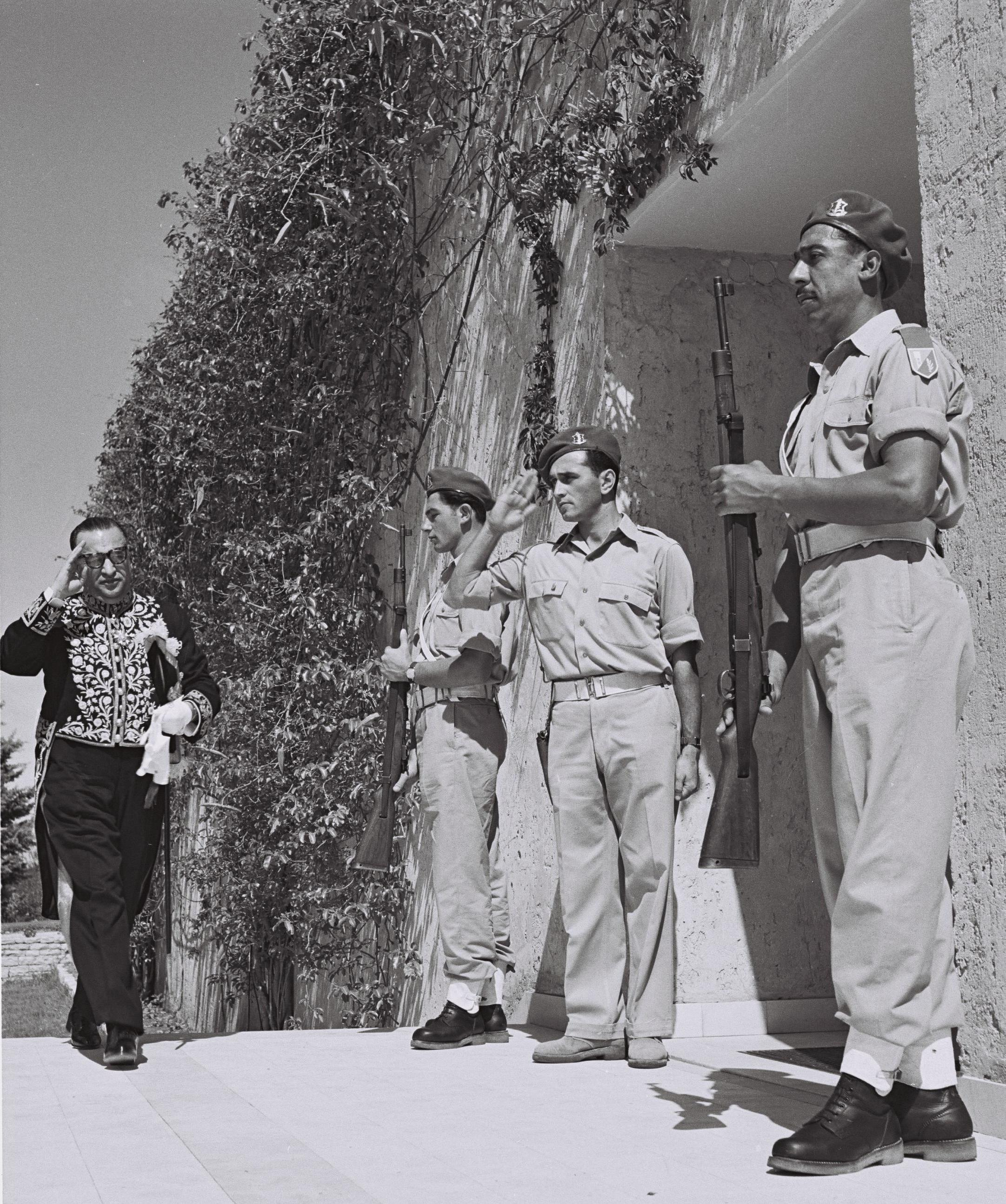
Reza Safinia besucht Chaim Weizmann in Rehovot am 14. Mai 1950

Reza Safinia (persisch رضا صفی‌نیا‎; * 1897 in Täbris; † unbekannt) war ein iranischer Diplomat.

## Werdegang
Er übte den Beruf des Rechtsanwaltes aus, trat 1934 in den auswärtigen Dienst und erhielt Exequatur als Generalkonsul in Baku.
Anschließend war er Gesandtschaftsrat in Moskau und 1948 Geschäftsträger in Bagdad sowie Nachrückvertreter bei den Vereinten Nationen in einer Kommission zur Konvention über die Verhütung und Bestrafung des Völkermordes.
Bis März 1950 leitete er die Öffentlichkeitsarbeit des iranischen Außenministeriums.
Von März 1950 bis Juli 1951 leitete er die Special Representation, Talbieh, Jerusalem. Am 6. März 1950, während des Nouruz-Urlaubs der Madschles, nahm die Regierung Mohammad Mossadegh mit der Regierung von David Ben-Gurion diplomatische Beziehungen auf.
Am 15. März 1950 erkannte die iranische Regierung die israelische Regierung mit der Entsendung von Reza Safinia als Sondervertreter de facto an.
Im Juli 1951 verschlechterten sich die bilateralen Beziehungen zwischen Israel und dem Iran. Das iranische Generalkonsulat (Generalkonsul Abdol-Hossein Sadiq-Esfandiari) wurde auf Anordnung der iranischen Regierung geschlossen und der iranische Vertreter Reza Safinia wurde angewiesen, Jerusalem zu verlassen. Diese Entscheidung war offenbar das Ergebnis des Versprechens Ägyptens, dass sein Vertreter den Iran am Internationalen Gerichtshof in Den Haag unterstützen würde. Die Anglo-Persian Oil Company hatte auf Entschädigung für die Verstaatlichung der iranischen Ölindustrie geklagt.
Arabische Staaten boten dem Iran an, ihn in dieser Auseinandersetzung zu unterstützen.
Auf Nachfrage gab die iranische Regierung gegenüber der israelischen Regierung Haushaltszwänge als Ursache für den repräsentativen Rückzug an. Ein Argument für den Umschwung war, den Nachbarn Irak gewogen zustimmen und ihn davon abzuhalten, falls das Öl militärisch zurückerobert würde, Interventionstruppen ein Aufmarschgebiet zu bieten.
Ab 1958 war die Schweiz Schutzmacht der iranischen Interessen in Israel.
Sein Nachfolger war Ibrahim Teymoori, Leiter der Iranischen Interessenvertretung in der Schweizer Botschaft ab Januar 1960.